# Frente Unido (República Popular China)
El Frente Unido (en chino tradicional, 統一戰線; en chino simplificado, 统一战线; pinyin, Tǒngyī Zhànxiàn) de la República Popular China es una forma de organización de inspiración leninista  que aglomera a todos los partidos políticos legales del país. Es liderado por el Partido Comunista de China, pero incluye además ocho partidos menores y a la Federación de Industria y Comercio de toda China. Está conducido por el Departamento de Trabajo del Frente Unido (en chino: 中共中央统战部) del Comité Central del Partido Comunista de China. Su líder actual es Sun Chunlan.
El Frente Unido está representado junto con otras organizaciones de masas como sindicatos, organizaciones juveniles y femeninas, y minorías en la Conferencia Consultiva Política del Pueblo Chino.
Según algunas fuentes, el Frente Unido no ejerce un poder real, independiente del PCCh.  Sus dirigentes son mayoritariamente seleccionados por el Partido Comunista de China, o son miembros del partido. Los partidos restantes deben aceptar el rol preponderante del PCCh. De esta forma, China es, de facto, un estado de partido único. Aun así, los partidos que integran el frente cuentan con representación nominal en la Asamblea Popular Nacional de China.

## Partidos y organizaciones que integran el frente
- Partido Comunista de China (中国共产党 Zhōngguó Gòngchǎndǎng)
- Comité Revolucionario del Kuomintang de China  (中国国民党革命委员会 Zhōngguó Guómíndǎng Gémìngwěiyuánhuì)
- Liga Democrática de China (中国民主同盟 Zhōngguó Mínzhǔ Tóngméng)
- Asociación Nacional para la Construcción de una China Democrática ( 中国民主建国会 Zhōngguó Mínzhǔ Jiànguó Huì)
- Asociación China para la Promoción de la Democracia  (中国民主促进会 Zhōngguó Mínzhǔ Cùjìnhuì)
- Partido Democrático de Campesinos y Trabajadores (中国农工民主党 Zhōngguó Nnggōng Mínzhǔdǎng)
- Partido de China para Interés Público  (中国致公党 Zhōngguó Zhìgōngdǎng)
- Sociedad Jiusan (九三学社 Jǐnosān Xuéshè)
- Liga de autogobierno democrático de Taiwán (台湾民主自治同盟 Táiwān Mínzhǔ Zìzhì Tóngméng)